# ハーミストン (オレゴン州)
ハーミストン（Hermiston, [ˈhɜːrməstən]）は、アメリカ合衆国オレゴン州の都市。人口は1万9354人（2020年）で、ユマティラ郡最大の都市である。小都市だが東オレゴンの商業的中心であり、人口は増加している。
ハーミストン近郊には州間高速道路82号線と同84号線のジャンクションがあり、また12キロメートル北にコロンビア川が流れている。ハーミストンは州間高速道路のジャンクション近郊にあるという立地、太平洋岸北西部の発達した光ファイバー回線網、安い電力価格を生かしてデータセンターや物流拠点のハブとなりつつある。また、ハーミストンはスイカの名産地としても知られている。

## 歴史
西洋人の入植前、この地域にはユマティラ族、カユース族、ワラワラ族そしてシンカイユース族などが生活を営んでいた。1847年にカトリック教会の宣教団が西洋人で初めてこの地域（ペンドルトン近郊）に入植した。その後、1862年にワスコ郡からユマティラ郡が分郡、1907年7月10日にハーミストンが法人市となった。イギリス生まれの作家、ロバート・ルイス・スティーヴンソンの未完作である『ハーミストンのウエア』はこの地名から取られた。

## 経済

### 小売業
ハーミストンには数多くの小売店、サービスセンターが立地し、ユマティラ郡西部、モロー郡、ギリアム郡の一部などから人が訪れる。ハーミストン地域交易圏は週毎にハーミストンへ買い物へ来る人々がいる地域のことであり、ペンドルトンが東端、コロンビア川が北端、ヘプナーが南端、ギリアム郡が西端である。2010年国勢調査によると、この地域にはおよそ46,000人が生活している。ハーミストンに立地している全国チェーンの小売店は、ウォルマート、ザ・ホーム・デポ、シアーズなどがある。また、フォード、シボレー、ダッジ、トヨタ、スバルのディーラーも立地している。
以上のような強健な小売業・サービス業の市場があるにもかかわらず、近接するワシントン州のトリシティズに売上の多くを奪われている。トリシティズはハーミストンから北へ30分ほど車で進んだ位置にあり、2014年時点での人口は275,740人でワシントン州で4番目に大きい都市圏である。

### 労働力
ハーミストンは東オレゴン最大である、半径30マイルにおよぶ労働市場を抱えている。2014年の人口調査によると、推計で119,632人がハーミストンから半径50キロメートル圏内で就労している。ちなみに、東オレゴンで2番目の労働市場はベンドにあり、その規模は75,075人である。はーみストン地域の就労者にとっての魅力は、ワシントン州トリシティまで30分で、かつ渋滞なく移動することができることである。

### 主要な雇用主

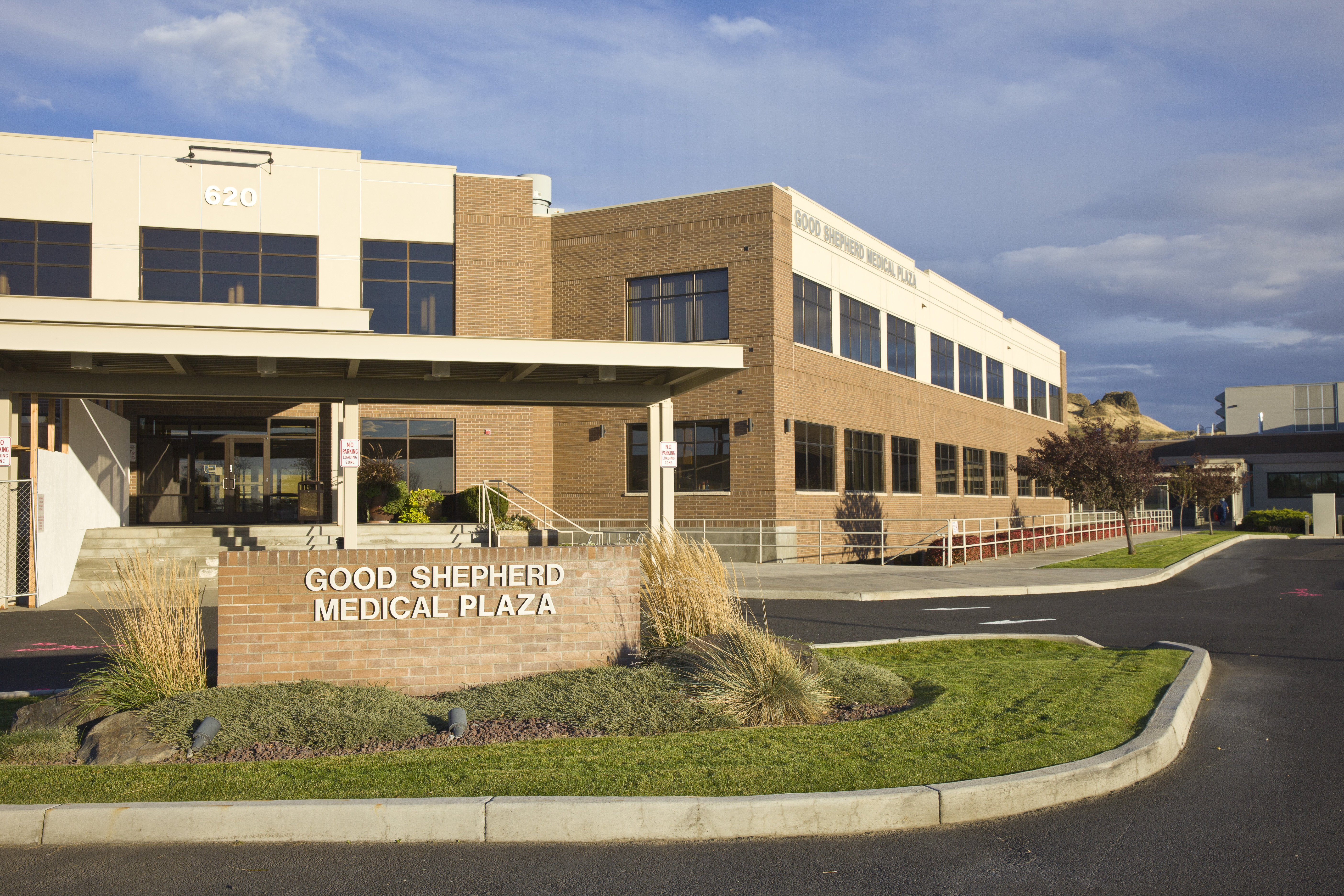
グッド・シェパード医療プラザ

2014年のハーミストン年間財務報告書によると、雇用主トップ10は以下の通り。
| # | 雇用主                                   | 従業員数 |
| - | ---------------------------------------- | -------- |
| 1 | ラム・ウエストン                         | 1,320人  |
| 2 | ウォルマート配送センター                 | 859人    |
| 3 | リバー・ポイント・ファームズ             | 650人    |
| 4 | グッド・シェパード・ヘルスケア・システム | 572人    |
| 5 | ハミルトン公立学区                       | 519人    |
| 6 | ウォルマート・スーパーセンター           | 400人    |
| 7 | ハーミストン・フーズ                     | 325人    |
| 8 | ユニオン・パシフィック鉄道               | 300人    |
| 9 | メデレズ・トラッキング                   | 200人    |
| 9 | シアラー・フーズ                         | 200人    |

## 公園

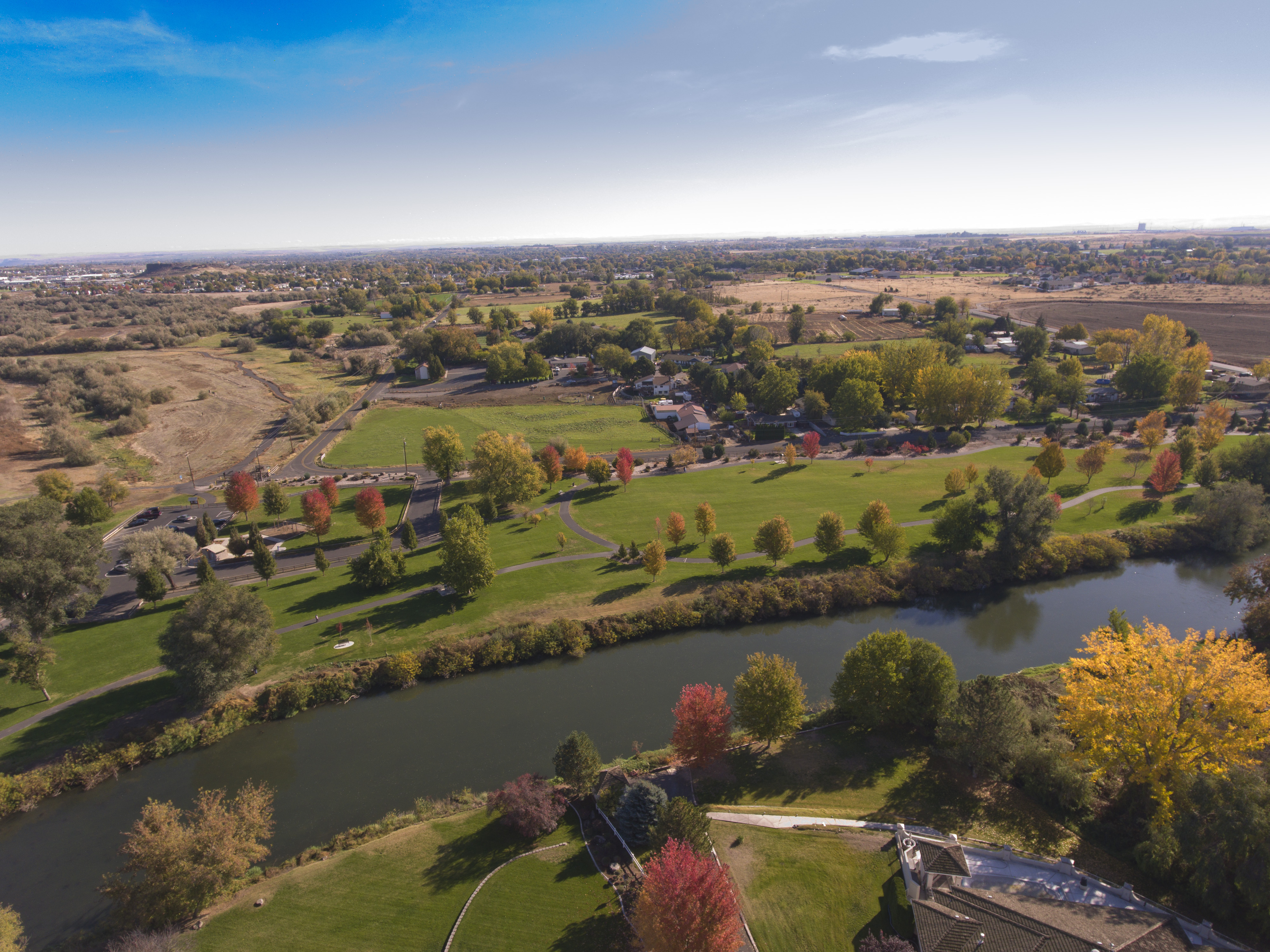
リバーフロント・パーク

ハーミストン市公園局が公園10ヶ所、風致地区13ヶ所、合計100エーカー以上を維持管理し、さらに50エーカーを今後の公園予定地として確保している。最近の目立った開発としては、リバーフロント・パーク、オックスボウ・トレイルや、ハーミストン・ファミリー・アクアティック・センターなどが挙げられる。
リバーフロント・パークはユマティラ川沿いに16エーカーの芝生広場、1マイルほどの遊歩道、遊具広場、ピクニックエリア、魚釣り場などが設置されている。
オックスボウ・トレイルは、約3キロメートルの遊歩道であり、2015年にリバーフロント・パークとグッド・シェパード医療センターを結ぶ形で設置された。

## 地理

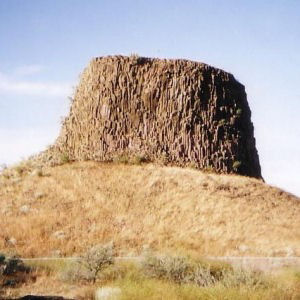
ハーミストン近郊、コロンビア川沿いに位置するハット・ロック（ルイス・クラーク探検隊の日記にも記載された）

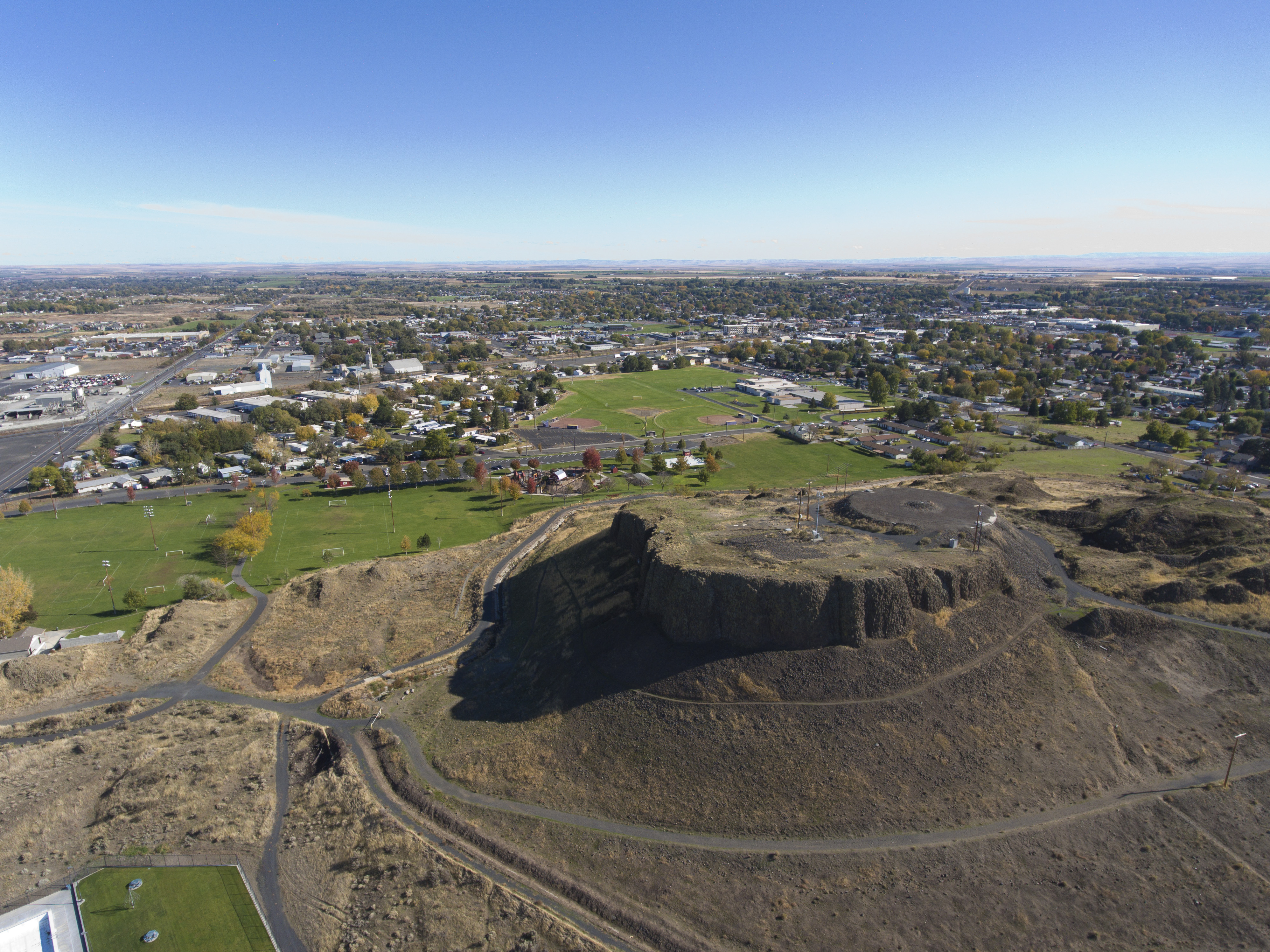
ハーミストン・ビュートは軽いハイキングコースとなっている。

アメリカ合衆国国勢調査局によると、面積は20.23平方キロメートル、全て陸地である。
他の都市との距離は以下の通り。
- トリシティズ (ワシントン州)：48~72km
- ポートランド (オレゴン州)：291km
- シアトル (ワシントン州)：417km
- スポケーン (ワシントン州)：328km
- ボイシ (アイダホ州)：417km
- ソルトレイク・シティ (ユタ州)：945km
- ミズーラ (モンタナ州)：591km

ハーミストンは州間高速道路2本にアクセスでき、太平洋岸北西部の主要都市とのアクセスが非常に良いため、人口が増加している。

### 気候
ケッペンの気候区分によると、ステップ気候（BSk）に分類される。
| ハーミストンの気候     | ハーミストンの気候 | ハーミストンの気候 | ハーミストンの気候 | ハーミストンの気候 | ハーミストンの気候 | ハーミストンの気候 | ハーミストンの気候 | ハーミストンの気候 | ハーミストンの気候 | ハーミストンの気候 | ハーミストンの気候 | ハーミストンの気候 | ハーミストンの気候 |
| 月                     | 1月                | 2月                | 3月                | 4月                | 5月                | 6月                | 7月                | 8月                | 9月                | 10月               | 11月               | 12月               | 年                 |
| ---------------------- | ------------------ | ------------------ | ------------------ | ------------------ | ------------------ | ------------------ | ------------------ | ------------------ | ------------------ | ------------------ | ------------------ | ------------------ | ------------------ |
| 最高気温記録 °F （°C） | 77 (25)            | 75 (24)            | 84 (29)            | 96 (36)            | 102 (39)           | 108 (42)           | 112 (44)           | 113 (45)           | 102 (39)           | 92 (33)            | 79 (26)            | 83 (28)            | 113 (45)           |
| 平均最高気温 °F （°C） | 39.9 (4.4)         | 47.6 (8.7)         | 58.3 (14.6)        | 66.9 (19.4)        | 75.2 (24)          | 82.5 (28.1)        | 90.4 (32.4)        | 88.7 (31.5)        | 79.7 (26.5)        | 66.8 (19.3)        | 50.8 (10.4)        | 41.8 (5.4)         | 65.7 (18.7)        |
| 平均最低気温 °F （°C） | 23.6 (−4.7)        | 27.8 (−2.3)        | 32.9 (0.5)         | 38.8 (3.8)         | 45.6 (7.6)         | 52.4 (11.3)        | 57.1 (13.9)        | 55.2 (12.9)        | 47 (8)             | 37.9 (3.3)         | 31.1 (−0.5)        | 26.5 (−3.1)        | 39.7 (4.3)         |
| 最低気温記録 °F （°C） | −35 (−37)          | −29 (−34)          | 6 (−14)            | 14 (−10)           | 22 (−6)            | 32 (0)             | 38 (3)             | 35 (2)             | 21 (−6)            | 6 (−14)            | −12 (−24)          | −37 (−38)          | −37 (−38)          |
| 降水量 inch （mm）     | 1.22 (31)          | 0.9 (23)           | 0.76 (19.3)        | 0.67 (17)          | 0.65 (16.5)        | 0.59 (15)          | 0.19 (4.8)         | 0.28 (7.1)         | 0.44 (11.2)        | 0.72 (18.3)        | 1.2 (30)           | 1.22 (31)          | 8.85 (224.8)       |
| 降雪量 inch （cm）     | 5 (13)             | 2.4 (6.1)          | 0.2 (0.5)          | 0 (0)              | 0 (0)              | 0 (0)              | 0 (0)              | 0 (0)              | 0 (0)              | 0 (0)              | 1.2 (3)            | 2.4 (6.1)          | 11.2 (28.4)        |
| 平均降水日数           | 10                 | 9                  | 7                  | 6                  | 5                  | 5                  | 2                  | 2                  | 4                  | 6                  | 10                 | 11                 | 77                 |
| 出典：                 |                    |                    |                    |                    |                    |                    |                    |                    |                    |                    |                    |                    |                    |

## 人口動静
ポートランド州立大学人口調査センターがオレゴン州の人口推計を毎年発表している。これによると、2019年7月1日時点での推計人口は18,415人で、2010年の国勢調査から約2,000人増加している。これは、オレゴン州内でベンドより東にある街の中では最大である。以下、2010年国勢調査に基づいた人口データを記載する。
| 基礎データ - 人口: 16,745人 - 世帯数: 6,050世帯 - 家族数: 4,184家族 - 人口密度: 827.8人/km² - 住居数: 6,373軒 - 住居密度: 315.1軒/km² 人種別人口構成 - 白人: 74.2% - アフリカン・アメリカン: 0.8% - ネイティブ・アメリカン: 1.3% - アジア人: 1.5% - 太平洋諸島系: 0.2% - その他: 19.0% - 混血: 3.0% - ヒスパニック・ラテン系: 34.9% | 世帯と家族 - 18歳未満の子供がいる: 42.0% - 結婚・同居している世帯: 47.9% - 未婚・離婚女性が世帯主である世帯: 14.5% - 未婚・離婚男性が世帯主である世帯: 6.8% - 非家族世帯: 30.8% - 単身世帯: 25.8% - 65歳以上の老人1人暮らし: 9.9% - 平均構成人数 - 世帯: 2.74人 - 家族: 3.28人 年齢別人口構成 - 18歳未満: 31.7% - 18歳-24歳: 9.2% - 25歳-44歳: 27.3% - 45歳-64歳: 20.8% - 65歳以上: 11.0% - 年齢の中央値: 30.9歳 - 男女比 - 男性: 49.4% - 女性: 50.6% |

## 教育

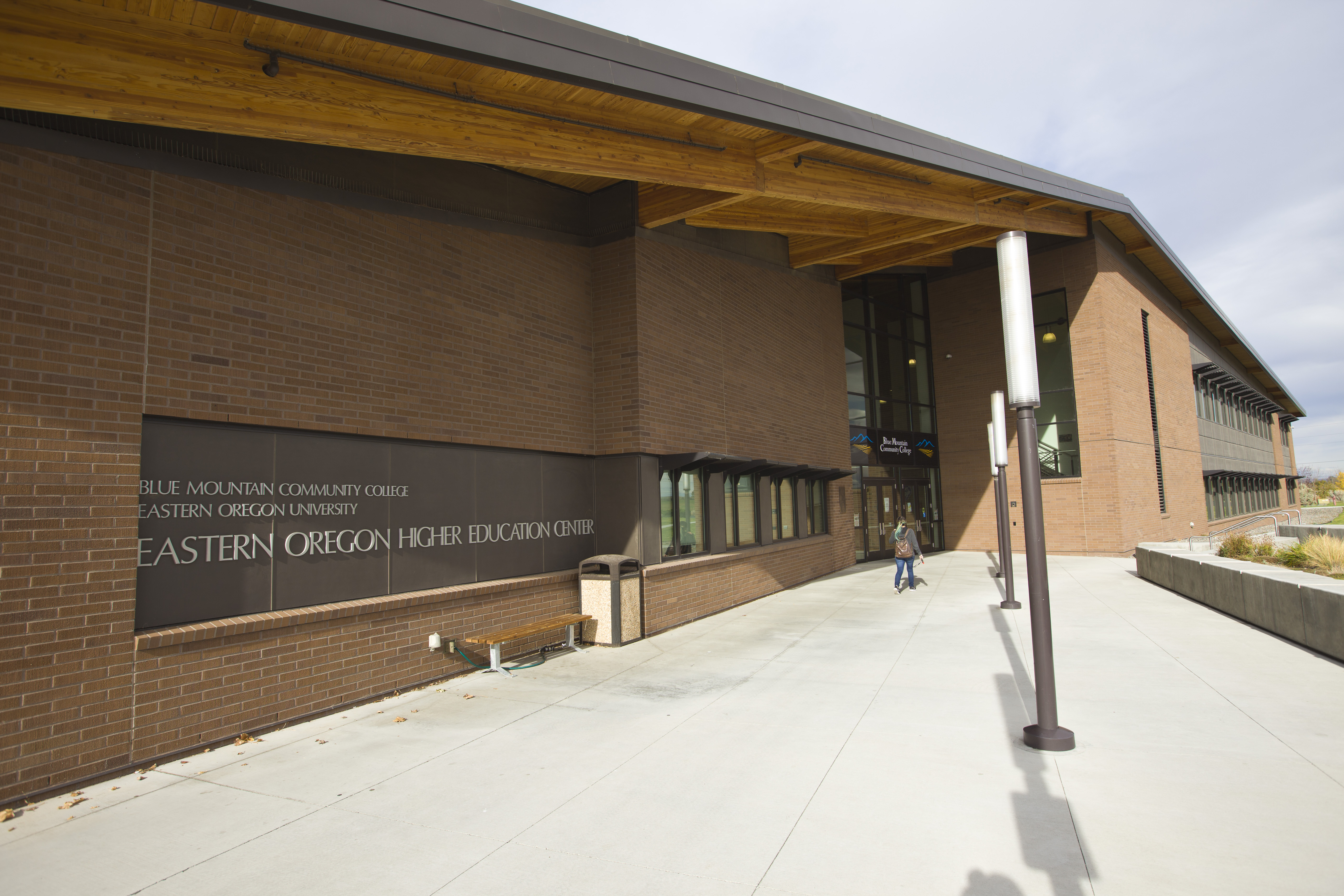
東オレゴン高等教育センター

### 初等・中等教育
ハーミストン公立学区はオレゴン州東部最大の公立学区であり、2014年度には5,297名の生徒が在籍していた。この学区の高等学校はハーミストン高校のみで、1,500名が在籍している。また、小学校が5校、オルタナティブ・スクールが1校立地している。また、私立学校も2校ある。
この学区は地元の支援によって入学者の増加を維持している。そのため、2008年11月には6,990万ドル、2019年11月にも8,270万ドルの公債発行が承認された。2019年の公債は小学校の新設と築57年のロッキー・ハイツ小学校の改築に利用される。また、ハーミストン高校の定員を200名増加させるための設備投資にも利用される。
| 学校名                               | 建築年         |
| ------------------------------------ | -------------- |
| ニューシアター・レーン小学校（仮称） | 2020年-2022年  |
| ロッキー・ハイツ小学校               | 2020年-2022年  |
| アーマンド・ラライブ中学校           | 2011年         |
| サンセット小学校                     | 2011年         |
| ウエスト・パーク小学校               | 2010年         |
| デザート・ビュー小学校               | 2001年         |
| サンドストーン中学校                 | 1995年         |
| ハーミストン高校                     | 1992年・2001年 |
| ハイランド・ヒルズ小学校             | 1980年         |

### 高等教育
ブルー・マウンテン・コミュニティ・カレッジがハーミストンに支部を設置している。また、東オレゴン大学が学士課程、修士課程共に東オレゴン高等教育センターで提供している。

## 交通

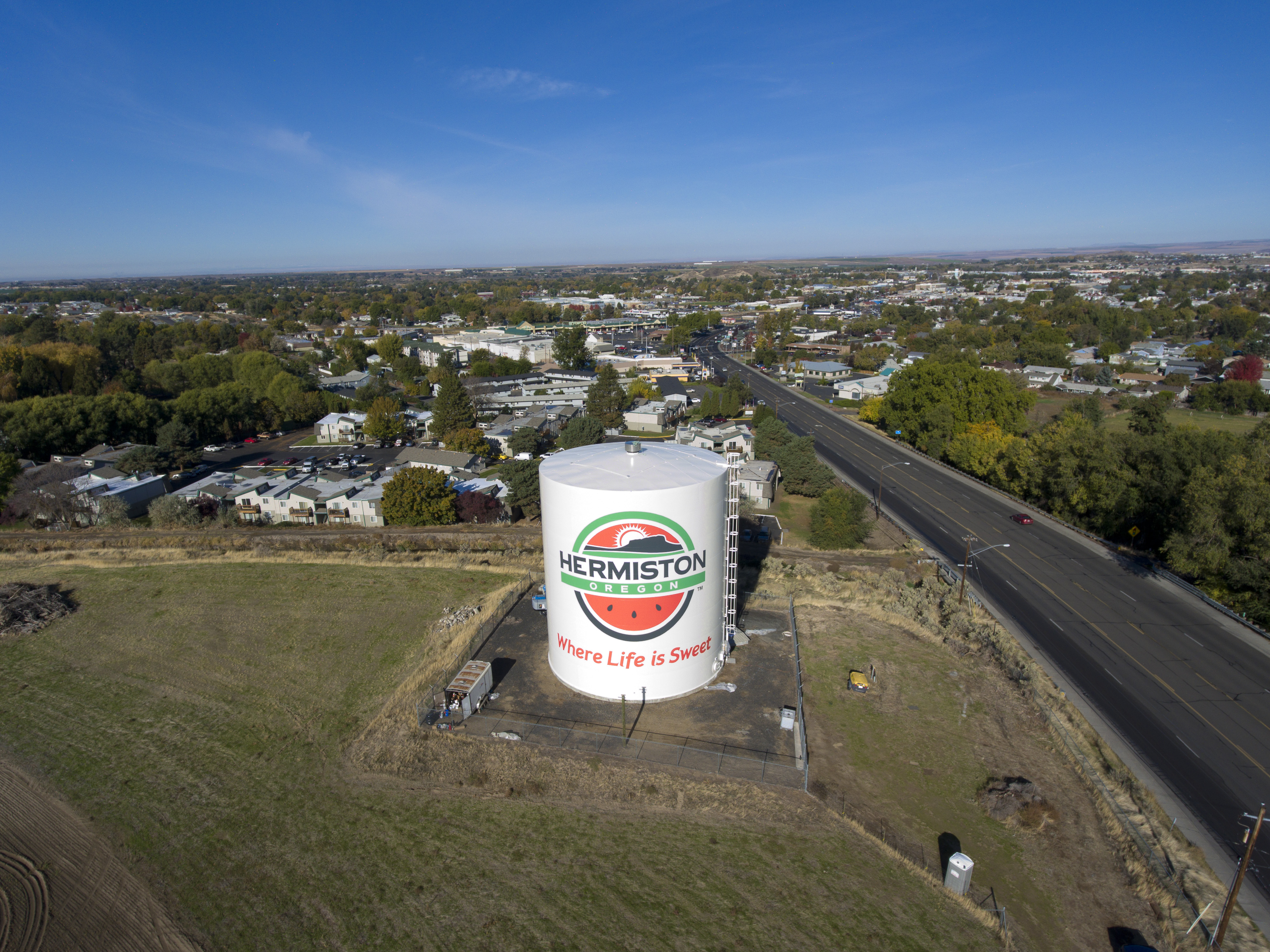
国道395号線

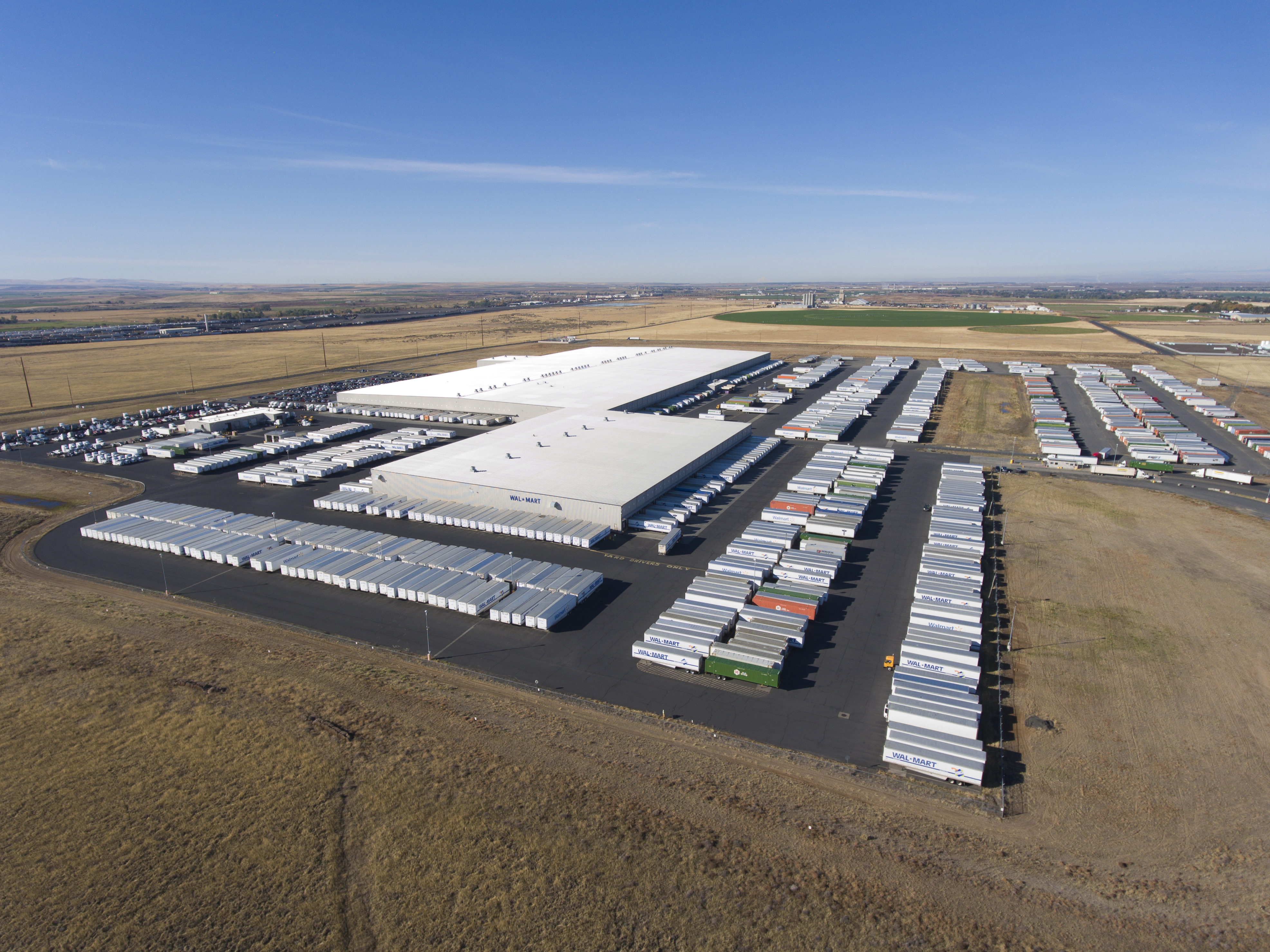
ウォルマートが運営する1,200万平方フィートの配送センター

### 高速道路・主要道
ハーミストンの利点は太平洋岸北西部の中心に位置し、主要な州間高速道路が交差することである。そのため、北西部にある主要4都市圏の全てに車で半日以内に行くことができる。ポートランドへは西へ進んで3時間以下、スポケーンへは東へ進んで3時間以下、シアトルへは北西に進んで約4時間、ボイシへは南東へ進んで約4時間である。州間高速道路84号線とアメリカ国道30号線が東西に、アメリカ国道395号線が南北に走り、ハーミストンが南の終点である州間高速道路82号線は北方のエレンバーグまで伸びている。
交通の利便性を活かして、ウォルマートの北西部配送センター、フェデックス、ユナイテッド・パーセル・サービスの航空物資配送センターがハーミストンに立地している。

### 鉄道
ハーミストンにはユニオン・パシフィック鉄道が通っている。

### 空港
ハーミストン市営空港はゼネラル・アビエーションを提供する市営空港である。ビジネスジェットや農業用、貨物用などに利用されており、定期便は運行されていない。
トリシティズ空港もハーミストンから車で北へ40分ほど進んだ位置にあり、シアトル、ソルトレイク・シティ、デンバー、ミネアポリス、ラスベガス、ポートランド、サンフランシスコ、フェニックスなどと定期便が運行されている。航空需要の増加により、2014年には4,200万ドルの追加投資がなされ、ターミナルの大きさが2倍になった。

## 著名な住人・出身者
- バッキー・ジェイコブセン：プロバスケットボール選手